# Hatra
Hatra (arab. الحضر al-Ḥaḍr) – starożytne miasto w Mezopotamii, leżące około 50 kilometrów na północny zachód od Aszur. Obecnie stanowisko archeologiczne Mabad al-Hadar na terytorium Iraku. Zachowane tam ruiny zostały w 1985 roku wpisane na listę światowego dziedzictwa kultury UNESCO.
Jak wynika z pochodzących z różnych źródeł (w tym od władz irackich) informacji z 7 marca 2015 roku, terroryści z tak zwanego Państwa Islamskiego przystąpili do niszczenia ruin Hatry. Dopiero 26 kwietnia 2017 r. siły specjalne Hashed Shaabi (Powszechnej Mobilizacji) odbiły ruiny starożytnego miasta. Choć dżihadyści dokonali w nim znacznych zniszczeń, to wbrew wcześniejszym doniesieniom nie zrównali tego obiektu z ziemią.

## Historia
Pierwsza wioska powstała prawdopodobnie między końcem V w. a początkiem IV p.n.e., na co wskazują pozostałości archeologiczne. Szczyt rozkwitu Hatry przypada na I-III wiek n.e. – pełniła ona wówczas rolę jednego z ważniejszych ośrodków religijnych i handlowych starożytnej Partii aż do czasu zdobycia miasta w 241 n.e. Położone na szlaku prowadzącym znad Zatoki Perskiej do Syrii, miasto pośredniczyło w handlu pomiędzy państwem Partów i krajami położonymi dalej na Wschód a Cesarstwem Rzymskim. Jako warowne, otoczone było dwiema liniami murów obronnych (zewnętrzny miał obwód ok. 8 km, wewnętrzny – ponad 6 km), wzmocnionych 163 wieżami, o 7 bramach zewnętrznych i 4 wewnętrznych, i przez starożytnych opisywane jako twierdza nie do zdobycia.
Siła tych fortyfikacji sprawiła, że Hatra odegrała ważną rolę w odpieraniu ataków Rzymu podczas wojen partyjsko-rzymskich. Wytrzymała dwa oblężenia przez Rzymian: za Trajana (116/117 r.) i Septymiusza Sewera (198/199 r.). Później jednak – w pierwszych latach rządów perskich Sasanidów, Hatra musiała znajdować się już pod kontrolą Rzymian, jeśli stacjonowali tam ich żołnierze, o czym świadczą pozostawione przez nich napisy dedykacyjne z lat 235-238 n.e. Dopiero wkrótce potem, po odparciu wojsk Ardaszira, została ostatecznie zdobyta (według podania – tylko dzięki zdradzie córki króla) i zniszczona przez jego syna Szapura w 240/241 r.
Dotychczas brak bliższych danych o dziejach Hatry (zwłaszcza we wcześniejszych epokach), gdyż nie zachowały się żadne kroniki, zapisy historyczne, prawne czy religijne. Podobnie nie wiadomo zbyt wiele o mieszkańcach, ich pochodzeniu i życiu. Badania takich epigrafików jak Basil Aggoula, André Caquot, Francesco Vattioni czy Klaus Beyer pozwoliły stwierdzić, że ich język i pismo było miejscowym dialektem aramejskiego.
Z zarysu dziejów odtworzonego ogólnie dzięki odczytaniu ok. 500 napisów wynika, iż w partyjskim imperium Arsacydów Hatra należała do kilkunastu podobnych „księstw” rządzonych przez miejscowych dynastów, o mieszanej populacji (głównie arabsko-aramejskiej). Władcy jej nosili najpierw tytuł māryā (pan), później malkā (król). Udało się ustalić listę panujących w okresie szczytowego rozwoju miasta:
| - Worōd (ok. 110 r. n.e.) - Ma’anu (ok. 115-116/117 r.) - Elkūd (ok. 116/117-120 r.) - Našrihab (ok. 120-125 r.) - Nasrū (128/129-137/138 r.) - Wolgaš I (ok. 140- ok. 170 r.) - Sanatrūq I (ok. 140-176/177 r.) | (z tytułem królewskim) - Wolgaš I (ok. 140-ok. 170 r.) - Sanatrūq I (ok. 140-176/177 r.) - Abdsamija (ok. 180-197/199 r.) - Sanatrūq II (ok. 200-ok. 240) |

Zachowane teksty zawierające bardzo wiele imion własnych (władców, kapłanów, urzędników, założycieli, fundatorów itp.) wskazują na niezwykle mieszaną ludność tego miejsca. Poza imionami semickimi, aramejskimi i arabskimi pojawia się też sporo irańskich (Worod, Walagasz = Wologazes, Sanatruk i in.).

## Wierzenia i bóstwa[b]

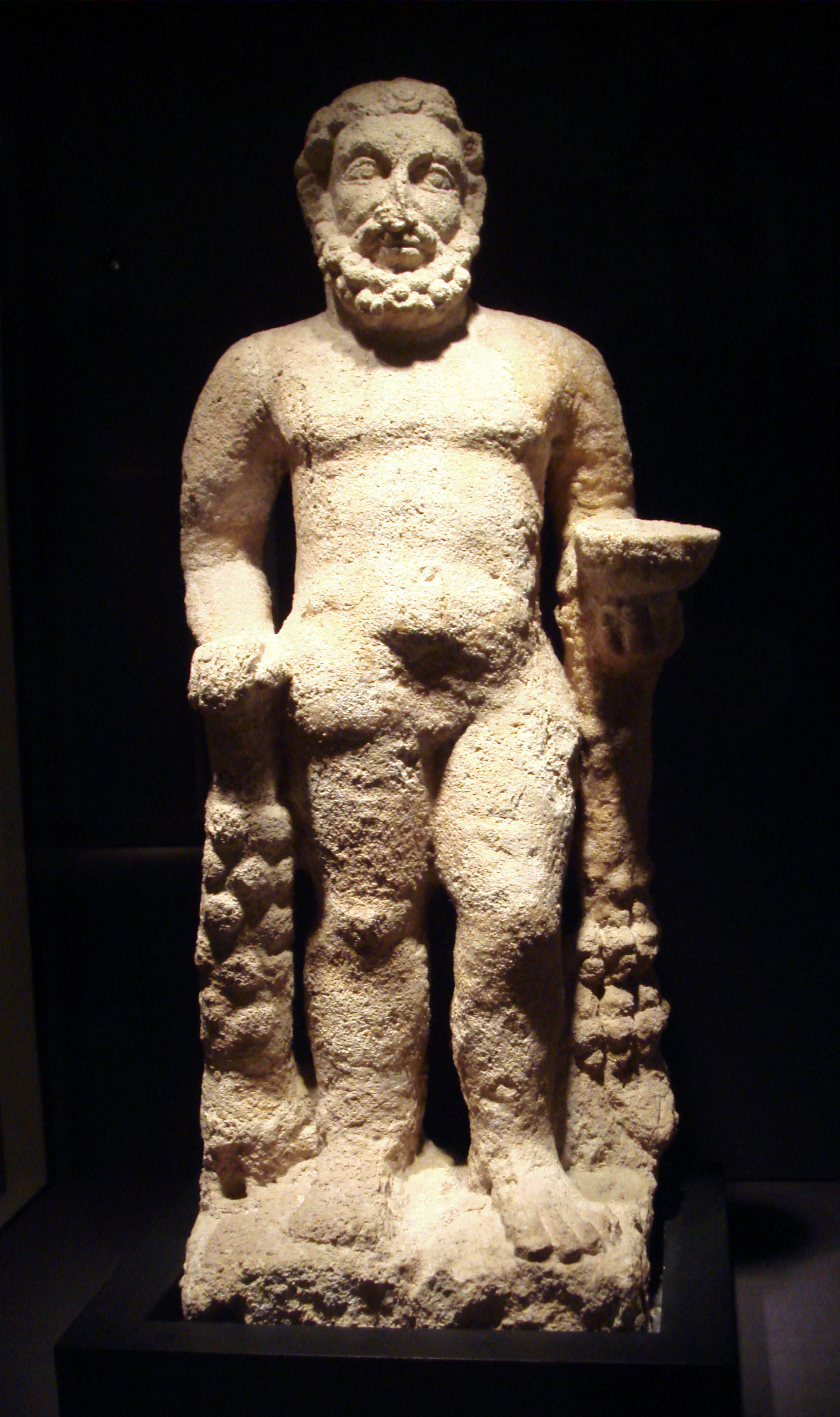
Statua Herkulesa (I-II wiek n.e.)

Podczas największego rozkwitu miasto, stanowiące niezwykły zlepek cywilizacyjny, znane też było jako wielokulturowy ośrodek religijny. Przejściowo wysuwano nawet przypuszczenie, iż było to tylko centrum religijne i rodzaj „świętego miasta”. Pod względem kultowym Hatra wykazuje jednak podobieństwo do innych miast, takich jak Palmyra i Dura Europos z ich mieszaniną elementów mezopotamskich, partyjskich i grecko-rzymskich. Zróżnicowany jest także panteon bóstw, którym oddawano tu cześć.
Naczelnym i opiekuńczym bóstwem Hatry był niewątpliwie mezopotamski bóg słońca Szamasz, określany jako „wielki bóg”. Legendy monet hatreńskich zawierają informację: Hatra Szamasza (ḥtr' dy šmš). Bóg Szamasz był czczony pod imieniem Maran – Nasz Pan, jako jeden ze Świętej triady wyznawanej w Hatrze, obok Martan („Nasza Pani”) oraz Bar-Maren (Syn Naszych Panów). Niestety nie wiadomo, jakie bóstwa kryją się pod tytułem Martan i Bar-Maren. Co do żeńskiego bóstwa, są przypuszczenia, na podstawie analogii epigraficznych z Aszur okresu Królestwa Partów, można przypuszczać, że tytuł Nasza Pani jest tożsama z Nannają, babilońską boginią. Niestety brakuje jakichkolwiek paralel dotyczących Barmarina. 
Istniały również świątynie wzniesione ku czci greckiego Hermesa, syryjskiej Atargatis identyfikowanej z Afrodytą, przedislamskich arabskich Allat (utożsamianej z Ateną) oraz Samija,  Szahiru (symbolizującego Jutrzenkę) i mezopotamskich Nabu oraz Nergala – boga świata podziemnego, któremu oddawano też cześć pod postacią Herkulesa. Odnalezione posągi ujawniają poza tym kult greckiego Posejdona, Erosa, Tyche i rzymskiej Fortuny. Nie spotykanym gdzie indziej przedmiotem czci były też sztandary wojskowe (typu rzymskiego – z kilkoma falerami i orłem na szczycie), zwane sēmyā (od gr. semeion).

## Dzieje badań archeologicznych
Pierwszym w czasach nowożytnych, który spenetrował i opisał obszar ruin miasta w latach 1836-1837, był John Ross – lekarz z angielskiego konsulatu w Bagdadzie. Natomiast pierwsze systematyczne badania terenu są dokonaniem archeologów z Deutsche Orient-Gesellschaft, którzy pod kierunkiem Waltera Andrae prowadzili wówczas prace wykopaliskowe w odległym o 50 km Aszur. W latach 1906–11 sporządzili oni ogólny plan miasta wraz z opisem stanu zachowania ruin. W latach 30. dodatkowo wykonano zdjęcia lotnicze tego stanowiska.
W 1951 r. iracka Dyrekcja Starożytności podjęła ponowne wykopaliska z pomocą archeologów brytyjskich, francuskich, włoskich i in., kierowane przez prof. Fuada Safara. Później prowadzili je też sami Irakijczycy; w latach 70. XX w. kierował nimi dr Wathiq al-Salihi, który zlokalizował świątynię boga Nebo. Podczas pięciu kampanii (do 1955) odkryto 12 niewielkich świątyń z posągami, przedmiotami kultu oraz inskrypcjami dającymi podstawową wiedzę o mieszkańcach Hatry. Dopiero jednak w 2006 r. dzięki zdjęciom z powietrza odkryto na wschód od miasta potężne umocnienia uznane za ślady warownego obozu Sasanidów założonego podczas oblężenia Hatry w 239/240 r.
Od tego czasu odsłonięto znaczne części starożytnego miasta. Ponadto od 1960 r. władze irackie uruchomiły rozległy program rekonstrukcyjno-konserwatorski połączony z kontynuowaniem wykopalisk. W 1990 rząd Saddama Husajna podjął decyzję o planowej rekonstrukcji ruin (świątynia Słońca).
Również w 1990 roku na zaproszenie dyrekcji Irackiego Departamentu Starożytności prace archeologiczne przeprowadziła polska misja Centrum Archeologii Śródziemnomorskiej Uniwersytetu Warszawskiego pod kierunkiem prof. Michała Gawlikowskiego. Prace miały miejsce w południowo-wschodniej części miasta. Odsłonięte pozostałości murów, pochodzących z I wieku n.e. zostały prześledzone na dystansie ok. 200 m za pomocą sondaży. Zadokumentowano też ok. 500 m długości odcinek murów obronnych z II–III wieku n.e. Badania te nie były kontynuowane z powodu wybuchu I wojny w Zatoce Perskiej.
W 2003 r. podczas działań wojennych, ze złupionego Muzeum Narodowego w Bagdadzie skradziono wiele cennych zabytków pochodzących z Hatry, i wywieziono za granicę.
Prace w Hatrze prowadzą także Włosi z uniwersytetu w Turynie. Początkowo pracami kierowała profesor Roberta Venco-Ricciardi. Obecnie są prowadzone prace nad skatalogowaniem i konserwacją posągów hatreńskich w Muzeum w Bagdadzie.

## Zabytki

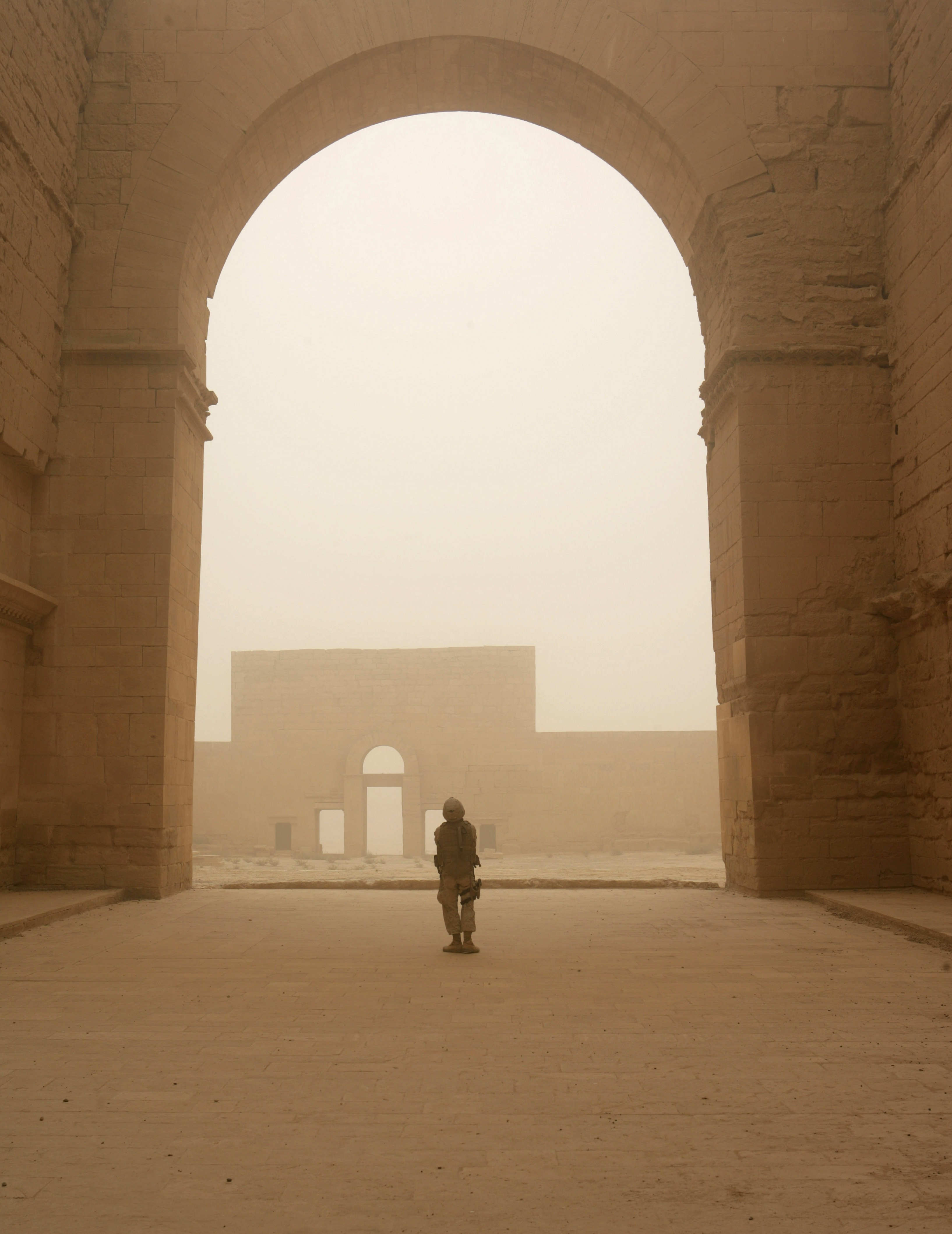

Rozległe pole ruin z okresu późnopartyjskiego (I-II w.) obejmuje obszar miasta na planie owalu (jak w Ktezyfonie) i powierzchni ok. 320 ha. Jako najlepiej zachowany zabytek starożytnej cywilizacji partyjskiej, Hatra ocalała w tak dobrym stanie jedynie dlatego, że po jej zagładzie nigdy w pobliżu nie powstały siedliska większych gromad ludzkich, wtórnie wykorzystujących materiał budowlany z ruin. Oglądał je już historyk Ammianus Marcellinus podczas odwrotu wojsk cesarza Jowiana z Mezopotamii w 363 r. Miejsce to w ciągu stuleci popadło w zapomnienie również dlatego, że w istocie było odizolowanym miastem-państwem, któremu nie towarzyszyły inne większe organizmy osadnicze.
Miasto wyróżnia brak regularnego planu ulic; otaczała je fosa i mur z obronnymi wieżami. W miejscowej architekturze, w której korzystano głównie z wapienia, splatają się (podobnie jak w Ktezyfonie) elementy greckie, rzymskie, partyjskie i perskie. Jej cechą charakterystyczną jest obecność wielkich budowli halowych zwanych ayvān – szeregowych sal otwartych z frontu i nakrytych wysokimi sklepieniami beczkowymi, a będących zapewne miejscami zgromadzeń i stanowiących innowację Partów w dziedzinie budownictwa. Z kolei kolumnady budowli wyposażone są w kapitele jońskie i korynckie.
Do naszych czasów dotrwały pozostałości okazałych budowli z bogatymi dekoracjami, usytuowanych na centralnym placu miasta, gdzie znajdował się tzw. temenos w kształcie prostokąta (440 x 320 m), otoczony murem i podzielony na kilka dziedzińców. Od jego ogrodzenia (aram. hatra) pochodzi nazwa miasta. Wszystkie budowle znajdujące się wewnątrz – to świątynie z „ajwanami”. Głównym sanktuarium w „temenosie” jest Wielka Świątynia, której przedłużeniem jest świątynia Szamasza – obydwie zbudowane na początku II wieku. Widoczne są pozostałości mniejszych świątyń, a także innych budynków, wśród których rozróżniono sklepy. Na terenie wykopalisk odnaleziono liczne rzeźby – posągi bogów i królów, świadczące o bogactwie miejscowej plastyki tego rodzaju. Wykonane w typowo partyjskim stylu, jako wizerunki stanowią niezwykłą mieszaninę posthellenistyczno-orientalną (np. w połączeniu elementów ubioru partyjsko-perskiego i rzymskiego).
W warunkach pustynnych ogromnym atutem Hatry było stałe posiadanie w obrębie murów naturalnego i niewyczerpalnego zbiornika wodnego – istniejącego do dziś i określanego jako „jezioro” bądź „jeziora”. Ponadto w dalszej części pola ruin zlokalizowano hippodrom, zaś we wschodniej części miasta przetrwały wzniesione z kamienia wieżowate „grobowce” (tumulusy).